# Az istenek alkonya
Az istenek alkonya (németül Götterdämmerung) Richard Wagner háromfelvonásos operája, a négy műből álló operasorozat, A Nibelung gyűrűje utolsó, negyedik darabja. Az opera ősbemutatója 1876. augusztus 17-én volt Bayreuthban. Magyarországon először a budapesti Operaházban mutatták be 1892. december 10-én.

## Szereplők
| Szereplő        | Hangfekvés                |
| Siegfried       | tenor                     |
| Brünnhilde      | szoprán                   |
| Gunther         | bariton                   |
| Gutrune         | szoprán                   |
| Hagen           | basszus                   |
| Alberich        | bariton                   |
| Waltraute       | mezzoszoprán              |
| Első Norna      | alt                       |
| Második Norna   | mezzoszoprán              |
| Harmadik Norna  | szoprán                   |
| Woglinde        | szoprán                   |
| Wellgunde       | szoprán vagy mezzoszoprán |
| Flosshilde      | mezzoszoprán vagy alt     |
| Vazallusok, nők |                           |

## A mű forrásai
Az előjáték a források szemszögéből két részre osztható. Az első rész forrásául az Edda-énekek szolgáltak, míg a másodikhoz az Edda-énekeken kívül Wagner a Völsunga saga-ból és a Thidriks saga-ból merített.
Az opera cselekményének elsődleges forrásai a Nibelung-ének és a Völsunga saga.

## Cselekménye

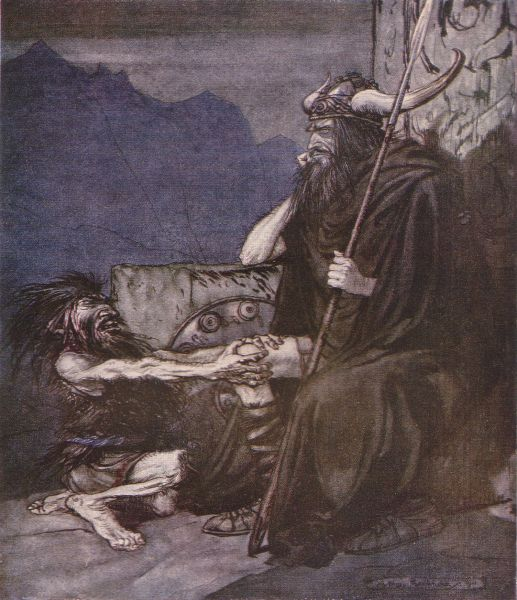
Alberich és Hagen (Arthur Rackham illusztrációja, 1912)

### Előjáték
Éjszaka a három norna, Erda ősanyagból fogant lányai a sors, a végzet fonalát szövik. Közben dalukban elbeszélik a múlt és a jelen eseményeit – ám a fonal elszakad, s ők nem látják többé a jövőt. Létüket értelmét vesztettnek tartva, eltűnnek a mélyben. A Loge lángjától csillogó bércen búcsúzik a boldog pár: a félelmet nem ismerő hőst várja a nagyvilág. Siegfried szerelme zálogául Brünnhildének ajándékozza a gyűrűt – viszonzásképp megkapja a walkür paripáját, Granét.

### Első szín
1. jelenetében a gibichungok Rajna-parti várában a testvérpár (Gunther és Gutrune) féltestvérükkel, Hagennel beszélgetnek. Hagen Alberichnek a fia (aki erőszakot követett el a gibichung nemzetséghez tartozó Grimhilden). Úgy irányítja a beszélgetést, hogy felébredjen Gunther vágya a walkür iránt – és táplálja Gutrune reményét: ha varázsitalát megkóstolja Siegfried, elveszti emlékeit, s az övé lehet a félelmet nem ismerő hős. Már hallatszik is a Rajnáról kürtjének hangja – Hagen a várba invitálja.
A 2. jelenetben barátságot, majd vérszerződést köt Siegfried és Gunther. Hagen kérdésére elmondja, hogy övé a nibelung kincs, de nem gondol vele – abból csak a ködsüveget és a gyűrűt vette magához. Hagentól megtudja a ködsüveg titkát: alakot tud változtatni, s egy pillanat alatt bárhol ott teremhet általa. Amikor Guthrune varázsitalát megízlelte, szerelemre lobbant a lány iránt. Szívesen felajánlja segítségét Gunthernek, hogy megszerzi számára – áthatolva a láng-falon – Brünnhildét, s örömmel hallja, hogy jutalmul övé lesz Gutrune keze. Hagen a vérszerződésben sem vesz részt; rossz vérével nem akarja elrontani társaiét – inkább távol marad. Azonban éberen figyel; úgy véli, megkaparinthatja majd jogos jussát, a gyűrűt.
Közben a walkür sziklájára vendég érkezik: Waltraute, a húga kereste fel Brünnhildét. Wotan tudta nélkül, titokban jött. Beszámol a Walhallában történtekről, s kérleli nővérét: adja vissza a gyűrűt a sellőknek, s ezáltal megszűnne égen-földön az átok hatalma. Az istenségétől megfosztott walkür – szerelmes nőként – nem hajlandó megválni a gyűrűtől, Siegfried szerelmi zálogától.
Alig távozott el a húga, amikor kérője érkezik: Gunther képében (az emlékeitől megfosztott) Siegfried. Brünnhilde most érzi kiszolgáltatottságát: gyűrűjét letépi ujjáról a férfi. Minden pontosan Hagen elképzelése szerint történt.

### Második szín
1. jelenetében a félálomban őrködő Hagennek megjelenik Alberich és figyelmezteti „kötelességére". Szítja gyűlöletét mindenki ellen, aki boldog, s kizárólag a gyűrű megszerzésére sarkallja.
A többieket megelőzve, saját alakjában tér vissza Siegfried, aki beszámol a történtekről Hagennak. Hagen összehívja a várbelieket, uruk és jegyese köszöntésére (2. jelenet).
A (3. jelenetben) várba érkezve Brünnhilde döbbenten értesül a tervezett kettős esküvőről. Hatalmas felindultság vesz rajta erőt, amikor felfedezi Siegfried ujján a gyűrűt. Siegfried emlékezete a varázsital hatására csak addig tart, hogy felidézi: a sárkány megölésekor jutott a kincs birtokába. Hagen uralja a helyzetet; kérdésére Siegfried és Brünnhilde egymással ellenkezőt állít. Mindketten megesküsznek Hagen dárdájára – egyikük esküje hamis. A megtorlás Hagenre vár.
A cél Brünnhilde illetve Günther szégyenének megbosszulása (4. jelenet). Az elárult Brünnhilde felfedi Hagen előtt Siegfried gyengéjét: a mennyei bűverő, mellyel sebezhetetlenné tette, nem érte Siegfried hátát, hiszen a hős sohasem fordít hátat gyáván az ellenségnek. Csakhamar kész a terv: a következő nap vadászaton „vadkan" öklelje fel. A félelmetes hős elveszejtésében teljes az egyetértés Hagen, Gunther és Brünnhilde között.

### Harmadik szín
Rajna-parti erdős vidéken kezdődik. A sellők kincsük után vágyakoznak, s amikor megjelenik a parton Siegfried, incselkedve kunyerálják gyűrűjét. A hős már-már nekik adná, ám amikor megtudja a gyűrűhöz tapadó átkot, megmakacsolja magát, s ragaszkodik a gyűrűhöz (1. jelenet).
A vadászat véget ért, Siegfried zsákmány nélkül tért vissza (2. jelenet). Hogy felvidítsa Gunthert, ifjúi tetteiről dalol. Közben Hagen italt nyújt neki, melytől visszatér Siegfried emlékezete. Amikor odáig jut az emlékezésben, hogy az erdei madarat követve rátalált asszonyára, maga szolgáltat bizonyítékot esküje csalárdságára. Siegfried egy pillanatra a feje fölött köröző hollókra figyel – mielőtt megértené szavukat, Hagen Siegfried hátába döfi a dárdáját. Gyászmenet érkezik a várba: Siegfried testét viszik (ez az önálló részletként is ismert „gyászinduló").
A 3. jelenet a vár udvarán játszódik. Gutrune szívből gyászolja Siegfriedet – ráébred, hogy milyen szerepet játszott a történetben a varázsital. Hagen, a tett elkövetője, zsákmányként magának követeli a gyűrűt, kardjával Gunthert is megöli. A halott kezéről azonban nem tudja lehúzni a gyűrűt – az méltó jussaként Brünnhildéhez kerül. Ő az, aki gondoskodik Siegfried hőshöz méltó temetéséről. Hatalmas máglyát rakat – Siegfried holtteste a világégés első áldozata. Brünnhilde vele halni vágyik – paripáján a tűzbe vágtat. A Rajna kilép medréből, elárasztja a máglya helyét. A gyűrű visszakerült a sellőkhöz, hiába rohan tébolyultan a hullámok közé, a gyűrűt követelve, Hagen: a sellők lehúzzák a mélybe. Felcsap a láng a Walhallában is – megsemmisül az istenek birodalma

## Drámai elemzés
,Az istenek alkonya az eszmei dráma tetőpontja. A nornák jelenetének színpadi előjátéka adja meg a mű stílusát meghatározó távlatot: a sorsot megtestesítő három nőalak éjszakai beszélgetésében még egyszer emlékeztet a világ már eddig lezajlott eseményeire, mégpedig teljesen újszerű, mitikus képek alakjában, mintha a költő újból tudatosítani akarná, hogy ezek a képek a mögöttük rejlő, örökké változatlan eszmék mindenkor tetszőlegesen cserélhető és végtelenül sokféle megjelenési formái. A nornák szavaiban az őskezdet paradicsomi boldogsága a világ életét jelentő kőrisfa és a bölcsességet suttogó életforrás súlyos szimbólumaként alakul képpé. A kőrisfa kiszáradt, amióta Wotan, vagyis a célratörő hatalomvágyás kifaragta belőle a végzetet hordozó dárdát. Az élet forrása elapadt, mihelyt Wotan belőle merítette a megismerés italát. Siegfried széttörte Wotan dárdáját és vele az isten által megszabott szerződések rendjének biztosítékát. A hatalmát vesztett isten kivágatta a világkőrisfát és most annak felhalmozott hasábjai között trónolva várja végzetét. A nornák utolsó kérdése előtt azonban -Tudod-e, mi lesz ebből? – elszakad a sors fonala: a megszentelt régi rend folytonosságának vége szakadt, a Nornák visszaszállnak a mélybe, az alvó ősanyához, Erdához.
Ebben a részben Wotan már egyáltalán nem lép színre, egy távoli világ mitikus figurájává válik. A cselekmény áthelyeződik az emberek világába, amelyet két egymással ellenséges viszonyban álló elv mozgat: az ősi gyűlölet, vagyis Alberich átka, amelynek jelképe a gyűrű, és ennek ellentéteként Siegfried szabad embersége, amelyet kardja szimbolizál.
A Rajna partján Siegfried és Brünnhilde elbúcsúznak egymástól, a hős indulni készül a Ginichungok királysága felé. Szerelme jeléül a hatalmat jelentő gyűrűt ajándékozza Brünnhildének. A gyűrűnek ettől kezdve új, vészterhes jelentősége lesz, mert a nő szerelmi vágyakozásának egyetlen célját jelenti.
Siegfried távozása után, Brünnhilde testvére, Waltraute jelenik meg, aki Wotan utolsó reménységének küldöttje: arra kéri a száműzött valkűrt, hogy adja vissza a rajnai sellőknek az elátkozott gyűrűt, de Brünnhilde nem hallja a figyelmeztető szót. Vigasz nélkül riasztja el magától testvérét és így maga is az átok áldozatává válik, mint eddig is mindenki, aki ragaszkodott a gyűrűhöz.
A Gibichungok földjén Siegfried gyanútlanul Hagen – Alberich fia – cselszövésének csapdájába esik. Hagen képviseli Alberich akaratát, azonban a műből nem derül ki, hogy amennyiben megszerezné a gyűrűt, ténylegesen átadná-e azt apjának. Annak érdekében, hogy megszerezze a gyűrűt magához kell valahogyan láncolnia Siegfriedet és Brünnhildét. A cél elérése érdekében féltestvéreit, Gunthert és Gutrunét használja fel. Meggyőzi Gutrunét, hogy feledést okozó itallal kínálja meg az érkező hőst, aki így elveszíti szabad akaratát és Hagen tehetetlen eszközévé válik. A varázslat színpadi hatású látszata mögött lélektani tény rejtőzik, mégpedig mindaz, amit a feledés itala jelképez: Siegfried a jelen pillanat embere, csak a jelenben él. Az ilyen, minden boldogsággal elhalmozott, nem szellemi lényhez pedig jól illik az efféle feledés. Emellett Siegfried testvéri vérszövetséget köt Guntherrel és Hagennel is. A gyanútlan hős egy másik cselszövésbe is beleesik: a varázssisakot használva, Gunthernek álcázva magát megszerzi Gunther számára Brünnhildét és elragadja tőle a gyűrűt.
Most, amikor Hagen már közelinek érzi célját, úgyszólván az egész világot összehívja, hogy valóra váltsa az istenek és eszmények elpusztításának általa rendezett színjátékát. Az alattvalók előtt megjelenik Gunther oldalán Brünnhilde, Siegfried oldalán pedig Gutrune. Mindennek láttára és hallatára katasztrofálisan beteljesedik az álnokság intrikája: Brünnhilde felismeri Siegfriedben az árulót, aki Gunther képében elragadta tőle a gyűrűt, és szerelmet s gyönyört zsarolt tőle. Siegfried Hagen dárdájára esküszik, hogy hűen kitartott a testvéréül fogadott Gunther mellett és kardot fektetett maga és e gyászos nő közé. Brünnhilde végső elkeseredésében Hagennel szövetkezik és a hős halálát követeli: elárulja neki testének egyetlen sebezhető pontját.
Alberich ősi gyűlölete elborítja e jelenetben az egész világot, és megzavarja mindenki látását. Siegfried – mielőtt a bosszúálló dárda halálra sújtaná – még egyszer és utoljára találkozik a természettel, amely egykor anyai szeretettel övezte és ékes hangon szólt hozzá. A természet bölcs tanácsát azonban most már nem érti meg. Ezt bizonyítja a rajnai sellők harmadik felvonásbeli jelenete és ez Siegfried tragikuma: a szabad individualista tragédiája, aki elhagyván ihletett énjének alkotó magányát, elvész a társadalomban: Mióta nőket hallottam énekelni, megfeledkeztem a madarakról. Amint Erda elpártolt Wotantól, úgy a természet is magára hagyja Siegfriedet. Egy vadászat során Siegfried boldogan emlékezik vissza szerelmére, de amikor Brünnhilde felébresztésének momentumáról kezdene beszélni, Hagen leszúrja.
Siegfried mágláyája körül fellángol a harc a gyűrűért. Gunther magának követeli, de Hagen erre leszúrja. Amikor azonban Hagen nyúl utána, a halott Siegfried karja tiltóan felemelkedik és a Hagen borzadva meghátrál. Brünnhilde megjelenésével szinte túlvilági erők lépnek a színpadra: a szenvedélyes harag végletes háborgása és a legmélyebb szenvedés élménye visszaadta földöntúli tudását. Megrázó panasza: A legtisztább embernek kellett engem elárulnia, hogy egy asszony tudóvá legyen! – egyben a szerelem fájdalmas győzelme a vészthozó hatalmi vágy fölött. Tüzet gyújt, hogy abban Siegfrieddel együtt maga is elhamvadjon és ez a tűz megsemmisíti a bűnök hálójában vergődő világot és annak isteneit. A rajnai sellők a világégés zsarátnokából nyerik vissza az immár megtisztult gyűrűt.
A mű végén a kör bezárul, a kérdések és válaszok szimmetrikus párokat alkotnak. Ahogy először Siegfried hatolt át a tűzön, hogy eljusson Brünnhildéhez, most Brünnhilde halad át rajta Siegfriedhez. A halál, amelyet ő Siegfriedért, az istenekért és önmagáért vállal, nemcsak megváltó halál, hanem a tűz megtisztítja a gyűrűt is az átoktól. Nemcsak szimbolikus egyesülés valósul meg a halott Siegfrieddel, hiszen Brünnhilde halála a születést is szimbolizálja. Wagner hitt az emberiség jövőjében, egy megtisztult természetben és egy új világrendben. Brünnhilde tűzhalála által mintegy szentesíti a könyörületes, az ént meghaladó empátiát és felemeli a megváltás gondolati síkjára.

## Zenéje

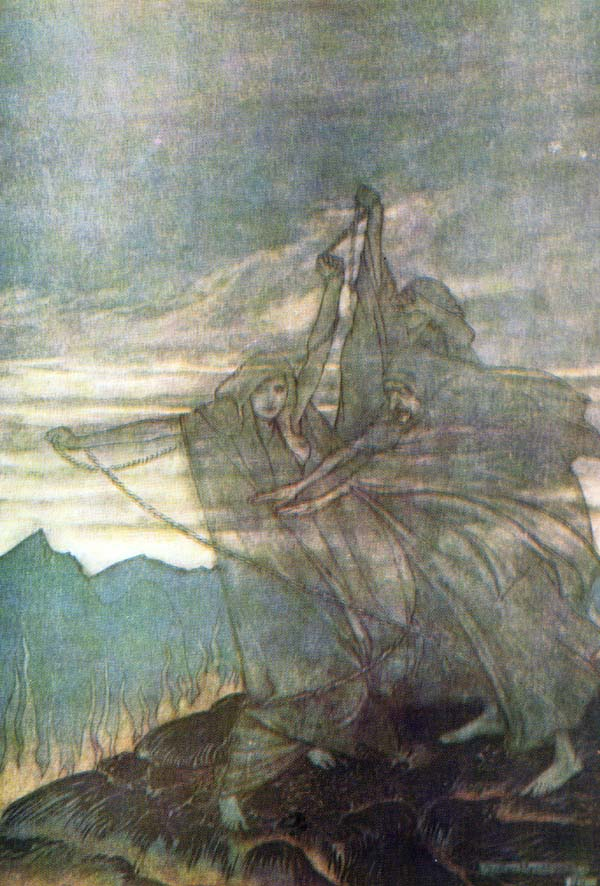
A nornák a sors fonalát szövik (Arthur Rackham fantáziarajza, 1923)

Az istenek alkonya szimfonizmusában teljes mértékben érvényesül az az elv, hogy a szerző a motívumok ós variánsaik szimbolikájának segítségével vezeti vissza a színpadi jelenségeket a mögöttük rejlő alapgondolatra, így hozza egymással kapcsolatba a gazdag és sokrétű cselekmény valamennyi képét. Az eddigi motivikus és tematikus anyag új harmóniai megvilágításokba kerül, s ebben főleg a kromatika, vagyis Loge zenei világa játszik fontos szerepet.
A nornák jelenetét Brünnhilde ébredésének négy akkordja vezeti be, ezúttal azonban nem az eredeti e-moll és C-dúr hangnemekben, hanem a sokkal sötétebb színezetű esz-mollba és Cesz-dúrba transzponáltan. Az emelkedő és süllyedő természet-dallam vonalai a sors-motívum akkordjaival összekapcsoltan adják meg a nornák jelenetének komor éjszakai színezetét. A nornák jelenetének, amely emelkedett hangon foglalja össze az eddig történteket, zenei repríz-jellege van.
Siegfried és Brünnhilde felléptével két új, innen kezdve kettejükhöz tartozó motívum csendül fel. Siegfried hősi motívuma a kürtmotívum (az egykori erdei gyermek jelképe) változataként jelenik meg. Mellette megszólal a szerelmes emberi nővé lett Brünnhildéhez fűződő hangcsoport. Ez a himnikus hangulatú jelenet a Siegfried harmadik felvonását záró jelenet visszfénye.
Itt szakad vége az idealizmus jelképeként sugárzó diatonikának. A színpadi előjátékot befejező, Siegfried rajnai útja (Siegfrieds Rheinfahrt) címet viselő közjáték folyamán ugyanis lezajlik a diatonikus természeti boldogságtól (kürtmotívum, tűzmotívumok, természeti hangok és a sellők éneke) a Gibichungok elborult, félhomályos világába vezető fordulat.
A Gibichungok témája egyben Hagen hangneme is. Hagennek ugyanúgy nincs saját motívuma, aminthogy Alberichnek sem volt: egy hangközugrás jellemzi, amely (oktáv formájában) A Rajna kincse első jelenetében, Alberich fellépésekor, már előfordult. A csábítás kifejezésévé válik.
A vértestvériség esküjét a dárda motívuma vezeti be. A háttérben azonban Loge motívumai csendülnek fel, mintha máris lángok környékeznék a halálra ítélt világot. Siegfried és Gunther viharos távozását szintén cikázó tűzmotívumok kísérik. Az eszmék zenedrámájának szempontjából rendkívül jelentőssé válik Hagen őrtállásának jelenete. A gyűlölet motívumának vontatott, szinkópás ritmusa úgy uralkodik a zenekari cselekmény fölött, mint egy lassú és széles éjszakai folyam a tájon.
Waltraute balladaszerű nagy elbeszélése sok tekintetben a nornák jelenetének hangulatát és tematikáját idézi. LÉnyege azonban a trónján némán várakozó istenség leírása. A sors akkordjai, továbbá a szolgaság hangzatai, mely utóbbiak itt a Wotan által küldött, szerencsétlenséget és hírt hozó hollókat is jelképezik; a Freia aranyalmáira bánatosan emlékeztető motívumok; a rajnai sellők hangja; végül pedig a búcsú melódiája – mindez Wotan tragikus alakjának megrendítő és szuggesztív jelenlétét hirdeti. Az elbeszélés patetikus komolyságával élesen ellentétben áll a szerelmi mámornak az a túláradása, amellyel Brünnhilde walkür-testvérét fogadja.
Amikor Siegfried Gunther alakjában jelenik meg, rászakad Brünnhildére a katasztrófa. Ekkor a csalás, a varázssisak, a gyűlölet, a Hagen-motívum és a Gibichungok egész motivikája találkozik. A tragédia zenei folyamata akkor ér újabb tetőpontra, amikor Siegfried leemeli fejéről a sisakot, miután előbb elragadta Brünnhildétől a gyűrűt, majd kardot rántott, hogy azt a testvéri hűség megőrzésére maga és a nő közé fektesse.
A második felvonás indítását – amely Hagen őrtállását idézi ismét – a gyűlölet-akkordok jelentik, mindezek Hagen várakozásának statikus nyugalmát és egyben az ő örömtelenségét hivatottak kiemelni. Alberich megjelenésekor ez a szinkópáló ritmika mozgalmassá válik. Fiának kérdésére válaszol: Der Ewigen Macht, wer erbte sie? (Ki örökli az örökkévalók hatalmát?) – Ich und du! Wir erben die Welt! (Én és te! Mi örököljük a világot). E szavainál az említett alászálló dallam újabb vezérmotívummá változik, mely ettől kezdve a gyilkosság jelképe.
Hajnalban a süllyedő dallamvonallal ellenmozgásban, újabb, emelkedő irányú motívum hirdeti a reggelt: Hagen démoni vidámságát formálja hangokká ami nem egyéb, mint Siegfried kürtmotívumának hosszabb témává fejlesztett változata, mely később a nagy hűbéreskarok zenei anyagát szolgáltatja.
A Siegfried és Gutrune között lezajló jelenetben is a tűz- és a sisak-motívummal kombinált kürtmotívum uralkodik. További változata – megfordításban – a nászra hívással hangzik fel. Siegfried második nászát ünnepli, s ezt a fény, a világosság hangneme érzékelteti, ami már A Rajna kincsében hallható. Itt azonban disszonancia zavarja és ködösíti: az eredeti C-dúr hangzatokat minduntalan a hangnemtől idegen fisz, vagyis Hagen hangja zavarja meg, egészen a felvonás végéig. Már Hagennek a férfiakat szólító kiáltása is erre a hangköz-szerkezetre épült. Később ez lesz a bosszúszövetség hangképlete, amellyel a felvonás kicseng. A dárda-eskü („Speereid") harmadízben a felvonás zárójelenetében kerül fokozásra, Hagen, Brünnhilde és Gunther bosszúesküjekor.
Az opera harmadik felvonása teljes mértékben a repríz törvényszerűségét követi. Az elmúlt, illetve korábban hallott dolgok új hangulatban és megvilágításban bukkannak fel, s ezáltal sűrűsödnek, fokozódnak. A világtragédiának az utolsó felvonásban elért csúcspontja, a visszatekintésnek ez a sűrített és felfokozott formája Siegfried halálának jegyében áll és a búcsúzás őszi mámorának hangulatát árasztja.